# Puttin' On the Ritz
"Puttin' On the Ritz" és una cançó escrita per Irving Berlin. La va escriure el maig de 1927 i la va publicar per primera vegada el 2 de desembre de 1929. Va ser registrada com a cançó inèdita el 24 d'agost de 1927 i de nou el 27 de juliol de 1928. Va ser introduïda per Harry Richman i el cor a la pel·lícula musical Puttin' On the Ritz (1930). Segons The Complete Lyrics of Irving Berlin, aquesta va ser la primera cançó d'una pel·lícula cantada per un conjunt interracial. El títol deriva de l'expressió en argot "to put on the Ritz", que significa vestir-se molt a la moda. Aquesta expressió va ser inspirada per l'opulent Hotel Ritz de Londres.
Els discos fonogràfics de la cançó en el seu període original de popularitat, entre 1929 i 1930, van ser gravats per Harry Richman i Fred Astaire, amb qui la cançó està particularment associada. Totes les altres discogràfiques tenien la seva pròpia versió d'aquesta popular cançó (Columbia, Brunswick, Victor i totes les discogràfiques de les botigues de tot a baix preu). La versió de la cançó de Brunswick feta per Richman es va convertir en el disc més venut als Estats Units.
La cançó va guanyar popularitat el 1974 quan va ser interpretada per Gene Wilder i Peter Boyle a la pel·lícula El jove Frankenstein. La seva versió de "Puttin' On the Ritz" va ocupar el lloc 84 a la llista del 2004 de l'American Film Institute, 100 Years...100 Songs. El 1982, Taco, un músic neerlandès, va gravar i publicar una versió modernitzada de la cançó. Acompanyada d'un videoclip que es va emetre a MTV i altres cadenes de vídeos musicals, la versió de Taco es va convertir en un èxit del Top 10 als Estats Units, Canadà i gran part d'Europa. Kenny Yarbrough també va gravar una versió de la cançó; aquesta versió es va utilitzar com a música de tema per a la comèdia de situació de 1991 Top of the Heap.

## Estructura musical
La cançó té la forma AABA, amb una estrofa. Segons John Mueller, el recurs central de la secció A és "l'ús de la resolució rítmica retardada: un passatge sorprenent i desequilibrat, emfatitzat pels accents poc ortodoxos de la lletra, es resol de sobte satisfactòriament en una nota sostinguda, seguit de l'afirmació contundent de la frase del títol". La secció B, semblant a una marxa i amb prou feines sincopada, contrasta amb les complexitats rítmiques anteriors. Alec Wilder, en el seu estudi de la cançó popular americana, va afirmar que el patró rítmic de la cançó és "el més complex i provocador que he trobat mai".

## Lletra

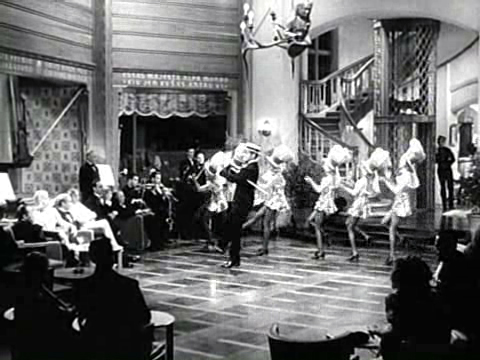
Clark Gable interpreta "Puttin' On the Ritz" a Idiot's Delight (1939)

La versió original de la cançó de Berlin incloïa referències a la moda popular d'aleshores dels negres de Harlem, vestits de manera cridanera però pobres, que desfilaven amunt i avall de Lenox Avenue, "Gastant cada cèntim / Per un temps meravellós". Al Regne Unit, la cançó es va popularitzar a través de les emissions de ràdio de la BBC de la Joe Kaye's Band, que la van interpretar al restaurant de l'hotel Ritz de Londres, a la dècada de 1930.
La cançó va aparèixer amb la lletra original a la pel·lícula de 1939 Idiot's Delight, on va ser interpretada per Clark Gable i el cor, i aquesta rutina va ser seleccionada per a la seva inclusió a Això és l'espectacle (1974). Columbia va publicar una gravació de 78 rpm de Fred Astaire cantant la lletra original el maig de 1930 (cara B – "Crazy Feet", ambdues enregistrades el 26 de març de 1930). Per a la pel·lícula Blue Skies (1946), on va ser interpretada per Fred Astaire, Berlin va revisar la lletra perquè s'apliqués a blancs rics que passejaven "amunt i avall de Park Avenue". Aquesta segona versió es va publicar després de ser registrada per als drets d'autor el 28 d'agost de 1946.

## Versió de Taco
El 1982, el cantant Taco va publicar una versió synthpop de "Puttin' On the Ritz" com a senzill del seu àlbum After Eight, publicat a Europa per Polydor i per RCA als Estats Units. El senzill anava acompanyat d'un videoclip, la versió original del qual conté personatges amb cares de negre i des de llavors ha estat prohibida en moltes cadenes. Una versió alternativa elimina moltes imatges dels personatges amb la cara negra, tot i que algunes hi romanen.
La versió inclou interpolacions de cançons compostes per Berlin com "Always", "White Christmas", "Alexander's Ragtime Band" i "There's No Business Like Show Business", així com "Broadway Rhythm" de la pel·lícula Broadway Melody of 1936, escrita per Arthur Freed i Nacio Herb Brown.
El senzill va ser un èxit mundial, arribant al número 1 a Cash Box  i també al número 4 a la llista Billboard Hot 100, convertint Irving Berlin, que aleshores tenia 95 anys, en el compositor viu més gran de la història a tenir una de les seves composicions entre les deu primeres. Va ser certificat com a disc d'or per la RIAA per haver venut més d'un milió de còpies. Va ser l'únic èxit de Taco als Estats Units. Aquesta versió de la cançó va ocupar el lloc número 53 a l'especial de VH1 "100 Greatest One Hit Wonders of the 80s".
La cançó va encapçalar les llistes d'èxits a Suècia i Nova Zelanda, i va entrar al top 5 en nombrosos països, com ara Austràlia, Noruega, Àustria i Canadà.

### Llistes d'èxits

#### Llistes setmanals
| Llista (1982–1983)                    | Màxima posició |
| ------------------------------------- | -------------- |
| Alemanya (Llistes oficials alemanyes) | 20             |
| Austràlia (Kent Music Report)         | 5              |
| Àustria (Ö3 Austria Top 40)           | 3              |
| Bèlgica (Ultratop 50 Flandes)         | 13             |
| Canadà Adult Contemporary (RPM)       | 1              |
| Canadà Top Singles (RPM)              | 2              |
| Canadà (The Record)                   | 4              |
| Finlàndia (Suomen virallinen lista)   | 1              |
| França (IFOP)                         | 74             |
| Irlanda (IRMA)                        | 24             |
| Païssos Baixos (Dutch Top 40)         | 12             |
| Païssos Baixos (Single Top 100)       | 18             |
| Nova Zelanda (Recorded Music NZ)      | 1              |
| Noruega (VG-lista)                    | 2              |
| Sud-àfrica (Springbok Radio)          | 3              |
| Suècia (Sverigetopplistan)            | 1              |
| Suïssa (Swiss Hitparade)              | 6              |
| US Billboard Adult Contemporary       | 12             |
| US Billboard Hot 100                  | 4              |
| US Billboard Hot Dance Club Play      | 37             |
| US Cash Box                           | 1              |

#### Llistes de final d'any
| Llista (1983)                    | Posició |
| -------------------------------- | ------- |
| Austràlia (Kent Music Report)    | 34      |
| Canadà Top Singles (RPM)         | 14      |
| Nova Zealand (Recorded Music NZ) | 22      |
| Sud-àfrica (Springbok Radio)     | 16      |
| US Billboard Hot 100             | 31      |
| US Cash Box                      | 19      |